# Гольц, Макс фон дер
Фрайхерр Максимилиан Леопольд Отто Фердинанд фон дер Гольц (нем. Maximilian Leopold Otto Ferdinand Freiherr von der Goltz; 1838 — 1906) — немецкий адмирал; участник Франко-прусской войны.

## Биография
Барон Максимиллиан Леопольд Отто Фердинанд фон дер Гольц родился 18 апреля 1838 года в городе Кёнигсберге; из дворянского рода Гольц. 
28 октября 1853 года поступил на действительную воинскую службу в военно-морские силы Королевства Пруссии.

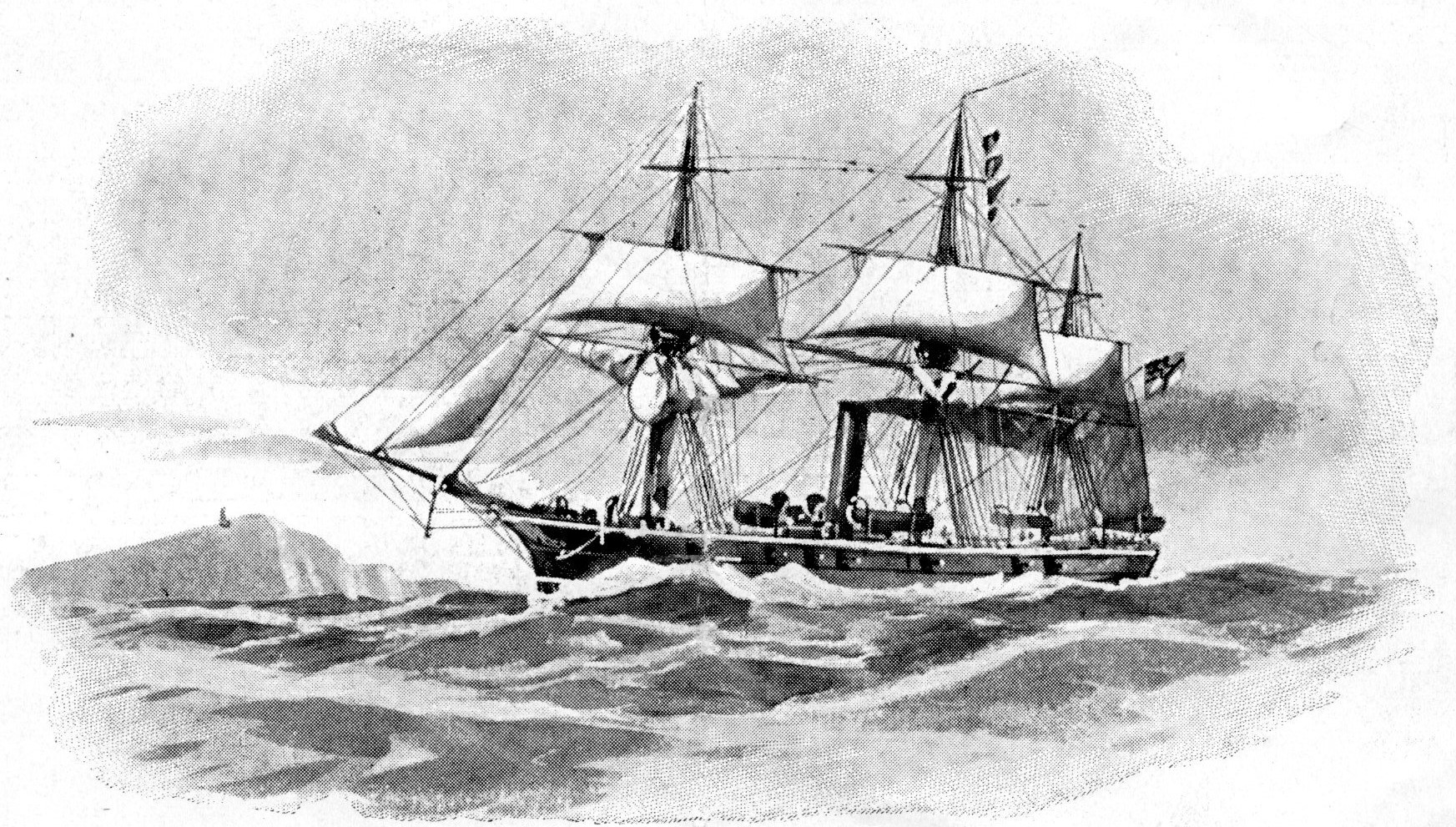
Корвет

В 1863-1865 годах ходил на фрегате «Газель» к берегам Японии и Китая. 
В 1870—1871 годах принимал участие во Франко-прусской войне.
В 1875 году был произведён командованием в капитаны, и затем совершил несколько плаваний в качестве командира корвета «Августа» в Южную Америку и Вест-Индию.
В 1883 году командовал флотилией в Восточной Азии, а затем был директором департамента в адмиралтействе. 
В 1889 году назначен командующим адмиралом германского флота, а в 1892 году произведён в адмиралы.
Адмирал Максимилиан Леопольд Отто Фердинанд фон дер Гольц скончался 20 декабря 1906 года в городе Потсдаме (Провинция Бранденбург).
Кавалер прусских орденов Красного орла и Короны.
Был женат на Кларе фон Крис из благородного рода Крис.